# Eleonora Giovanardi
Eleonora Giovanardi (Reggio Emilia, 8 novembre 1982) è un'attrice italiana.

## Biografia
Nel 2006, subito dopo la laurea in scienze della comunicazione all'Università di Bologna, viene ammessa alla Scuola d'arte drammatica Paolo Grassi di Milano, dove si diploma nel 2008. Debutta al Piccolo Teatro di Milano con Donna Rosita Nubile, di Lluís Pasqual e per questa interpretazione viene candidata al Golden Graal 2011 come migliore attrice drammatica. Sempre nel 2011, a Reggio Emilia, fonda con altri tre attori la compagnia TAP Ensemble-Teatro d'Arte Popolare.
Nella stagione 2012 entra a far parte degli attori dello spettacolo televisivo di Maurizio Crozza, Crozza nel Paese delle Meraviglie. 
Nel 2013 esordisce al cinema con il ruolo della protagonista del lungometraggio Italy amore mio diretto da Ettore Pasculli.
Nel 2014 è la protagonista di Status, la prima serie web italiana sul mondo della cooperazione internazionale che le fa aggiudicare il premio come miglior attrice italiana al Roma Web Fest nel 2015 e una candidatura al San Francisco Web Fest. 
Nel 2016 è coprotagonista, accanto a Checco Zalone, del film Quo vado? e in Natale a Londra - Dio salvi la regina con Lillo & Greg. 
Nel 2018 appare nel video del singolo di J-Ax Tutto tua madre.

## Filmografia

### Cinema
- Italy amore mio, regia di Ettore Pasculli (2013)
- Quo vado?, regia di Gennaro Nunziante (2016)
- Natale a Londra - Dio salvi la regina, regia di Volfango De Biasi (2016)
- Amo la tempesta, regia di Maurizio Losi (2016)
- La California, regia di Cinzia Bomoll (2022)
- Il primo giorno della mia vita, regia di Paolo Genovese (2023)
- Evelyne tra le nuvole, regia di Anna Di Francisca (2023)

### Televisione
- I soliti idioti – serie TV, episodi 1x01-1x08 (2009)
- Status – serie TV, 4 eopisodi (2014)
- PapàBlog – serie TV (2014-2015)
- Io ci sono, regia di Luciano Manuzzi – film TV (2016)
- Non uccidere – serie TV, episodi 2x03-2x04 (2017)
- Come una madre – serie TV, 6 episodi (2020)
- La vita promessa – serie TV, episodi 2x02-2x03 (2020)
- L'Alligatore – serie TV, 8 episodi (2020)
- Il segno delle donne - Ondina Valla, regia di Marco Spagnoli – film TV (2020)
- Lea – serie TV, 15 episodi (2022-in corso)
- Un'estate fa – miniserie TV, 4 episodi (2023)
- Noi siamo leggenda - serie TV (2023)

## Teatro
- Tradimenti, di Harold Pinter, regia di Fabio Banfo (2008)
- Donna Rosita nubile, da Federico García Lorca, regia di Lluís Pasqual (2010)
- Mitigare il buio, di Francesca Sangalli, regia di Massimiliano Speziani e Paola Bigatto (2010)
- Don Giovanni in carne e legno, di Nicola Cavallari, regia di Ted Keijser (2011)
- What is Love? Studio sul Simposio di Platone, di Federico Bellini, regia di Andrea De Rosa (2012)
- Mistero buffo di Dario Fo e La mandragola di Niccolò  Machiavelli, regia di Maurizio Schmidt (2013)
- "Chi ha paura dell’uomo nero?, di Eleonora Giovanardi e Angela Ruozzi (2014)
- Crozza nel paese delle meraviglie, di Maurizio Crozza e Francesco Freyrie (2014)
- Memorie di un pazzo, di Nikolaj Gogol', regia di Levan Tsuladze (2014)
- PRiMIDIA-lagenesi, di Francesca Sangalli, regia di Alex Cendron (2015)
- Todo lo que está a mi lado, testo e regia di Fernando Rubio (2017)
- 1984, di George Orwell, regia di Matthew Lenton (2018)
- La prova, testo e regia di Bruno Fornasari (2019)
- Il giardino dei ciliegi, di Anton Čechov, regia di Rosario Lisma (2023)
- Toccando il vuoto, di David Greig, regia di Silvio Peroni (2025)